# Bohartina
Bohartina is een geslacht van kevers uit de familie  
kniptorren (Elateridae).
Het geslacht is voor het eerst wetenschappelijk beschreven in 2006 door Arias.

## Soorten
Het geslacht omvat de volgende soorten:
- Bohartina palmae Arias, 2006
- Bohartina vilchesensis Arias, 2006